# Jehuda Simonsen
Jehuda L Simonsen (Levin), född 1752 i Köpenhamn, död 25 december 1821 i Göteborg, var en dansk-svensk ritmästare.
Han var son till Arje Leib. Simonsen kom till Göteborg 1814 där han annonserade sin avsikt att starta en privat ritskola med undervisning i ritkonstens alla delar inklusive lektioner i målning. Han var enligt egen utsago lärare vid skolan för Handtwerksgesäller och Lärgossar i Göteborg. Han planerade 1818 att utvidga sin privata skola med en filial vid Masthugget men det är oklart om denna utvidgning kom till ett genomförande. Vid hans död räknade bouppteckningen upp ett antal färdigställda verk med landskapsmotiv, porträtt, fruktstilleben och fiskargubbar. 